# فلسفة نسوية للعلم

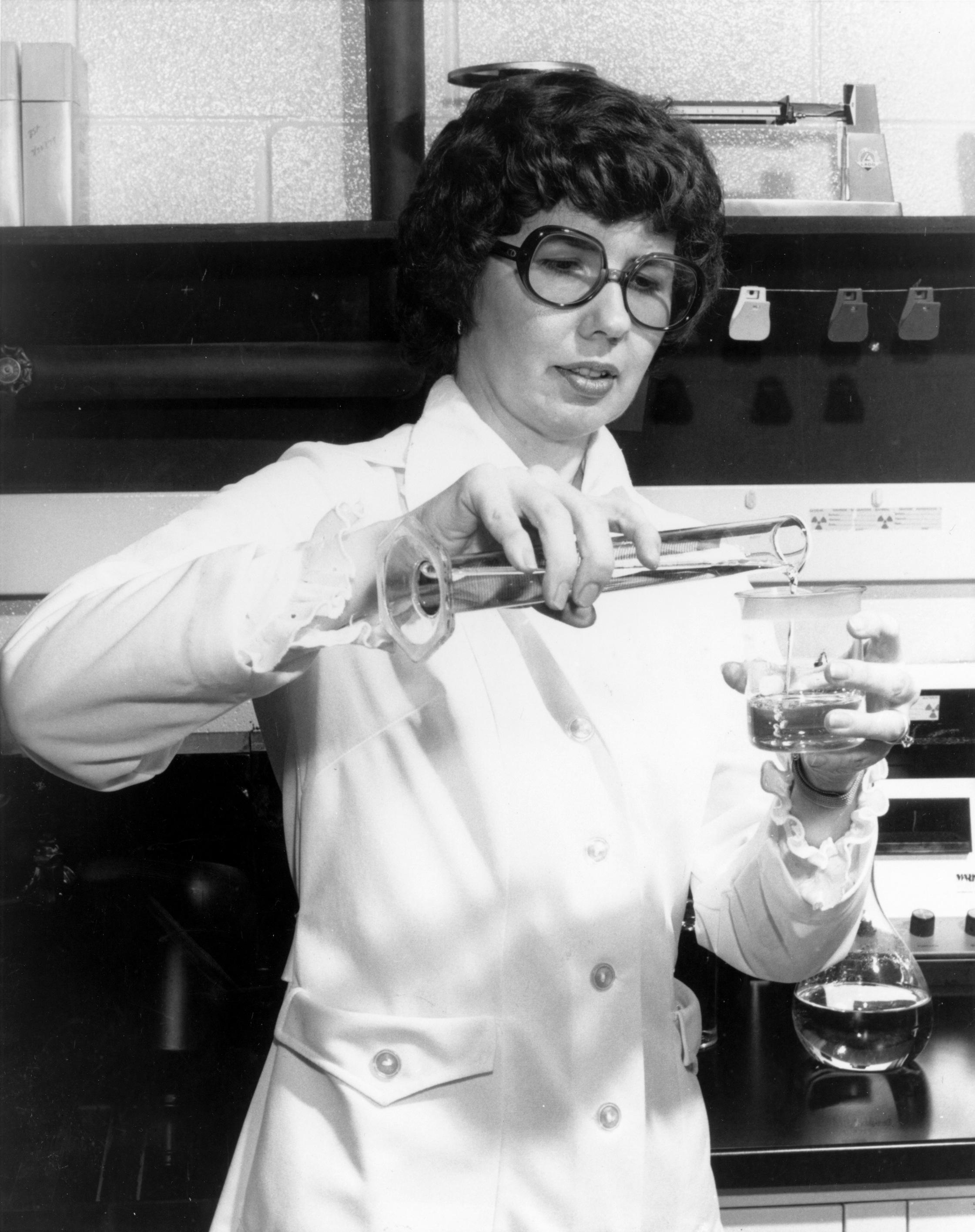

الفلسفة النسوية للعلم هي فرع من الفلسفة النسوية، التي تسعى لفهم الكيفية التي تتأثر بها عملية اكتساب المعرفة من خلال الوسائل العلمية، بمفاهيم الجندر وأدواره داخل المجتمع. يتساءل فلاسفة العلم النسوي عن كيفية تأثير الإطار الاجتماعي والمهني، والذي تتأسس وتوجد فيه تلك المعرفة والبحث، على البحث والمعرفة العلمية ذاتها، وربما تتضرر منه. يسمح التقاطع بين القضايا الجندرية والعلم، بإعادة نظر فلاسفة النسوية في الأسئلة والحقائق الأساسية في مجال العلم، للكشف عن أي علامات على التحيز الجندري. وصِفت فلسفة العلم النسوية بأنها تقع «عند التقاطع بين فلسفة العلم وبين دراسة العلم النسوية»، واجتذبت اهتمامًا كبيرًا منذ سبعينيات القرن العشرين.
عادة ما تؤكد الإبستمولوجيا النسوية على «المعرفة المرتبطة بالموقف» التي تعتمد على وجهات نظر الشخص حول موضوع ما بشكل فردي. يسلط فلاسفة النسوية الضوء في الغالب على ضعف تمثيل العالمات في الأوساط الأكاديمية، وإمكانية وجود تحيز من جانب العلم متمركز حول الذكور في الوقت الحالي. اتُهمت النظرية العلمية بأنها أكثر توافقًا مع التفكير الذكوري وأساليبه المعرفية. تشير الإبستمولوجيا النسوية إلى أن دمج أنماط الفكر والمنطق الأنثوي مع النظرية العلمية الحالية، والتي تستهين بتلك الأنماط، سوف يؤدي إلى تحسين وتوسيع المنظور العلمي. يؤكد المدافعون أن ذلك قد يكون مرشدًا لابتكار فلسفة علم قادرة على الوصول إلى الجمهور بشكل أكبر. يسعى المشتغلين بفلسفة العلم النسوية إلى تعزيز التساوي بين الجنسين في المجالات العلمية، ومزيد من الاعتراف بمجهودات العالمات.
حاجج النقاد بأن الالتزامات السياسية للمدافعين عن فلسفة العلم النسوية تتنافى مع الموضوعية العلمية في وقتنا الحالي، مؤكدين على نجاح المنهج العلمي يعتمد على موضوعيته المشهود بها ومناهج اكتساب المعرفة «الخالية من القيمة».  

## التاريخ
خرجت الفلسفة النسوية للعلم من دراسات العلم النسوية في ستينيات القرن العشرين. ومع ذلك تعتبر ثمانينيات القرن العشرين هي التي أظهرت هويتها الفريدة، قبل نمو الفلسفة النسوية للعلم. صدرت واحدة من أوائل وأكثر المنشورات أهمية من مجلة أكاديمية خاصة بالمرأة تسمى علامات، تحمل مقالًا بعنوان: «المرأة والعلم والمجتمع». نُشر هذا المقال في أغسطس 1978 من تأليف كاثرين ستيمبسون وجوان بورستين. عرضت تلك المجموعة الأولى لما يمكن اعتباره اليوم «دراسات العلم النسوي» ثلاثة مجالات دراسية: نقد التحيز الجندري في العلم، وتاريخ المرأة في العلم، وتأثيرات بيانات العلم الاجتماعية والسياسة العامة على مكانة المرأة في العلم. بقيت تلك الموضوعات الثلاثة هي الموضوعات البارزة في دراسات العلم النسوية لوقتنا الحالي.
بحلول ثمانينيات القرن العشرين، أصبحت دراسات العلم النسوية أكثر طموحًا وأكثر ميلًا للطابع الفلسفي، بل إنها سعت لإعادة تعريف المفاهيم الإبستمولوجية الأساسية. كان سبب هذا التحول في دراسات العلم النسوية، هو التحول المتناظر في العديد من مجالات النسوية الأكاديمية. أدى هذا التحول إلى افتراق أساليب الدراسة بين «المرأة في العلم» و«النقد النسوي للعلم». وثَّقت الباحثات النسويات هيلين لونجيون وإيفيلين هاموندس هذا الأمر في كتابهما الصادر عام 1990 بعنوان صراعات وتوترات في الدراسة النسوية للجندر والعلم.
بحلول أواخر التسعينيات من القرن العشرين، أصبحت دراسات العلم النسوية راسخة، وفيها العديد من الباحثين البارزين في مجال دراستها. وصف الفيلسوف جون سيرل النزعة النسوية في عام 1993 باعتبارها «سببًا للتقدم» أكثر منها «مجالًا للدراسة».

## الفلسفة النسوية للعلم

### الموضوعية والقيم
شكك البعض في موضوعية الفلسفة النسوية للعلم. مع ذلك تُحاجج النسويات أنه عوضًا عن تقويض الموضوعية، فإن دمج القيم النسوية يمكنه المساعدة في ابتكار مناهج بحث أكثر قوة وتطور، والتي بدورها قد تؤدي إلى نتائج أفضل. فمن خلال تضمين الأيديولوجيات النسوية في العلم، فسوف يقضي ذلك على التحيزات الذكورية في مجال العلم، وابتكار أبحاث أفضل، ورعاية صحية أفضل، ومزيد من الفرص أمام المرأة في التعليم العالي ومجالات البحث. تحاول العديد من النسويات في هذا المجال أن تتحدى فكرة «خلو العلم من القيم»، مما يعني أن العلم خاضع لمؤثرات اجتماعية، ويُعتقد في وجود بعض التحيزات المرتبطة بالأبحاث التي تُجرى. لا يعتبر العلم مستقل ذاتيًا، إذ تتطلب الأبحاث وجود تمويل، وهو الأمر الذي يكون للقرارات السياسية دورًا فيه. ومن هنا يأتي التأثير السياسي والاجتماعي على العلم، والذي يجعله متمسكًا بمجموعة معينة من الأفكار.

### المعرفة ونظرية الموقف
من الناحية التقليدية، انتقدت بشدة فلسفة العلم النسوية، عدم وصول المرأة إلى العلم ونقص الفرص أمامها، وتعتقد أن العلم يستطيع ذلك، وأن «القيم الجنسية قد شوهتها». توضح شارون كراسنو كيف يمكن أن يؤدي «استبعاد المرأة باعتبارها باحثة وذاتًا عارفة» من البحث والدراسات والمشاريع العلمية، إلى أساليب ومنهجيات غير مكتملة، وإلى نتائج غير موثوقة أو غير دقيقة في خاتمة المطاف. تتساءل بعض فلسفات العلم النسوية حول ما إذا أمكن للعلم أن يزعم «التجرد، والحياد، والاستقلال الذاتي، وعدم المبالاة تجاه المواقف والقيم السياسية» عند مقارنة الموقف «الحيادي» بالقيم التي تتبناها ثقافة واحدة، أي البطريركية الغربية، بين العديد من الثقافات المشاركة في العلم الحديث.